# Gabriel Badea-Päun
Pour les articles homonymes, voir Badea et Păun.
Gabriel Badea-Păun, né le 20 janvier 1973 à Sinaia (Roumanie), est un historien d'art français d'origine roumaine.

## Biographie
Après une formation à la faculté d'histoire à l'université de Bucarest, il devient docteur en histoire de l'art Paris IV-Sorbonne avec une thèse sur Antonio de La Gandara (1861-1917), un portraitiste de la Belle Époque,.

## Publications
- Les Peintres roumains et la France (1834-1939), avec une préface par Adrian-Silvan Ionescu, Paris, In Fine Éditions d'art, 2019  (ISBN 978-290-230-2130)
- De la Palatul domnesc de pe Podul Mogoșoaiei la Palatul regal de pe Calea Victoriei. Arhitecturǎ  și decoruri (1866-1947), [Du Palais princier du Podul Mogoșoaiei au Palais royal de la Calea Victoriei. Architecture et décors], Bucarest, Corint, 2017  (ISBN 978-606-793-205-8)
- Carmen Sylva, reine Élisabeth de Roumanie, Versailles, Via Romana, 2011  (ISBN 978-2-916727-95-0) (traductions roumaine et allemande)
- Le style Second Empire. Architecture, décors et art de vivre, Paris, Citadelles et Mazenod, 2009  (ISBN 978-2-850882975). Prix Second Empire de la Fondation Napoléon 2010
- Mecena și comanditari. Artă și mesaj politic , [Mécènes et commanditaires. Art et message politique], Bucarest, Noi Media Print, 2009  (ISBN 978-973-1805-45-0). Prix Alexandru Tzigara-Samurcaș de la Fondation Magazin Istoric, 2010
- Portraits de Société XIXe – XXe siècle, avec une préface par Richard Ormond, Paris, Citadelles et Mazenod, 2007  (ISBN 9782850882463). Prix du cercle Montherlant-Académie des Beaux-Arts 2008
  - The Society Portrait from David to Warhol, traduit du français par Barbara Mellor, Londres, Thames & Hudson/New York, Vendome Press, 2007  (ISBN 978-0865651838)
  - / (ISBN 0500238421)

## Autres contributions
- Plusieurs dizaines d'études et articles scientifiques dans : Bulletin de la Société de l'histoire de l'art français, Revue de la Bibliothèque nationale de France, Nouvelles de l'estampe, Revue roumaine de l'histoire de l'art, etc.
- Marie, reine de Roumanie, Histoire de ma vie, avec un avant-propos de SAR la princesse Marie de Roumanie, préface, édition et notes par Gabriel Badea-Päun, Paris, Lacurne, 2014  (ISBN 978-2356030160)
- Il a participé à l'émission "Secret d'Histoire", Marie de Roumanie, l'étonnante reine des Carpates, diffusée par France 3, le 24 janvier 2022.

## Prix et distinctions
- Croix de la Maison Royale de Roumanie, 2021 (ordre dynastique)
- Prix Second Empire de la Fondation Napoléon, 2010
- Médaille pour la Loyauté Roi Michel I de Roumanie, 2010 (ordre dynastique)
- Chevalier de l'Ordre du Mérite Culturel roumain, 2009
- Prix du Cercle Montherlant-Académie des Beaux-Arts, 2008